# Hans-Jakob Lüthi

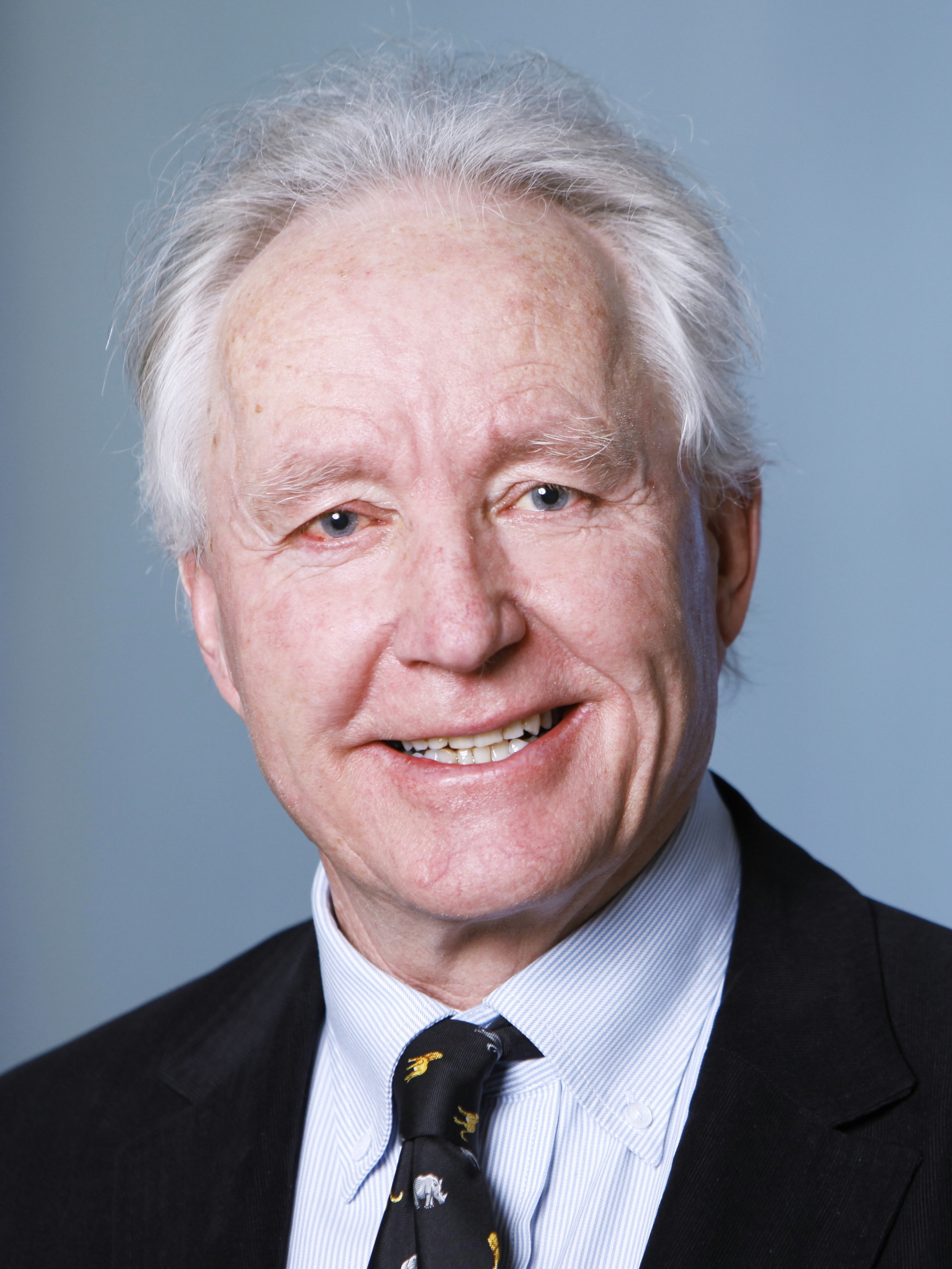
Hans-Jakob Lüthi (2011)

Hans-Jakob Lüthi (* 14. Oktober 1946 in Würenlos) ist ein Schweizer Mathematiker und war Professor für Operations Research der ETH Zürich. 

## Leben
Hans-Jakob Lüthi studierte Mathematik an der ETH Zürich. Anschliessend an sein Diplom erhielt er ein Stipendium für einen Studienaufenthalt in den USA, den er am Rensselaer Polytechnic Institute (RPI) in Troy (New York) verbrachte. Hier begann er seine Doktorarbeit im Bereich der nichtlinearen Komplementaritätstheorie bei Carlton E. Lemke, die er 1973 an der ETH eingereichte. Diese Dissertation wurde mit der Silbernen Medaille der ETH ausgezeichnet. Nach einem Gastaufenthalt an der Pontificia Universidade Catolica in Rio de Janeiro, habilitierte er sich an der ETH Zürich im Jahre 1977 für das Lehrgebiet Operations Research. In den Jahren von 1982 bis 1983 war er Gastprofessor am RPI und Visiting Scientist am Center for Operations Research am Massachusetts Institute of Technology (MIT). 1987 gründete er die Beratungsfirma Lüthi, Mandl und Partner AG, die im Bereich Information and Organizational Engineering tätig ist. Von 1993 bis 2012 war er ordentlicher Professor an der ETH Zürich und gleichzeitig Leiter des Instituts für Operations Research.

## Forschung
Seine Forschungsgebiete liegen in der Anwendung mathematischer Modelle in der Industrie und Wirtschaft, insbesondere mit dem Entwickeln von Methoden, die Entscheidungen zur Gestaltung, Koordination und Steuerung von Abläufen in komplexen Systemen modellgestützt vorbereiten. Dies sind Methoden zur Beschreibung und Analyse betrieblicher Prozesse in ihrer strukturellen und dynamischen Komplexität und die Einbettung mathematischer Modelle zur effizienten Unterstützung gewisser Teilprozesse.

## Schriften (Auswahl)
- Ein Algorithmus zur Approximation von Lösungen des nichtlinearen Komplementaritätsproblems. 1974, OCLC 838560160.
- Komplementaritäts- und Fixpunktalgorithmen in der mathematischen Programmierung, Spieltheorie und Ökonomie. Berlin 1976, ISBN 0-387-07790-1.